# Kazimierz Hajda
Kazimierz Hajda (ur. 31 stycznia 1946 w Jordanowie, zm. 30 kwietnia 2024) – polski polityk, samorządowiec, burmistrz Jordanowa (2006–2009), poseł na Sejm VI kadencji.

## Życiorys
Ukończył studia na Wydziale Mechanicznym Politechniki Krakowskiej. Pracował jako konstruktor w Zakładach Metalowych w Nowej Dębie. Był następnie zatrudniony jako wykładowca i starszy asystent na Politechnice Warszawskiej (w Katedrze Mechaniki i Wytrzymałości Materiałów). Uczył matematyki w Liceum Ogólnokształcącym w Jordanowie. Prowadził własną działalność gospodarczą w sektorze handlowym.
Od 1998 do 2002 był radnym Jordanowa z listy Akcji Wyborczej Solidarność. W 2006 wygrał wybory na urząd burmistrza tego miasta. Stanowisko to zajmował do 2009. Był prezesem piłkarskiego klubu LKS Jordan.
W wyborach parlamentarnych w 2007 startował do Sejmu w okręgu chrzanowskim, uzyskując 5245 głosów. Mandat posła na Sejm VI kadencji objął 24 czerwca 2009 w miejsce posła Prawa i Sprawiedliwości Pawła Kowala, który został wybrany do Parlamentu Europejskiego. W Sejmie został członkiem Komisji Infrastruktury. W listopadzie 2010 wystąpił z Prawa i Sprawiedliwości i przystąpił do nowo utworzonego klubu parlamentarnego ugrupowania Polska Jest Najważniejsza. W 2011 nie uzyskał reelekcji w wyborach parlamentarnych.